# Le Concert (Titien)
Pour les articles homonymes, voir Le Concert.
Le Concert, ou Le Concert interrompu, est une peinture à l'huile sur toile (86,5 × 123,5 cm) du Titien, datant de 1507-1508-1510 environ, et conservée dans la Galerie Palatine du Palais Pitti de Florence.

## Histoire
En 1654, le tableau a été acheté comme une œuvre de Giorgione par le cardinal Léopold de Médicis, dont les collections ont été ensuite reversées dans celles des grands-ducs de Toscane.[réf. nécessaire]
L'attribution à Titien, proposée d'abord par Morelli (1880), est maintenant généralement acceptée, malgré les innombrables hypothèses apparues au fil du temps, qui ont donné les noms de Giorgione, Sebastiano del Piombo et Giovanni Cariani.[réf. nécessaire]
En 1976-1978, une bande supérieure a été supprimée car non originale ; la restauration a permis de clarifier la datation autour de 1507-1508, ou 1510 selon la Web Gallery of Art, et non plus 1512 comme traditionnellement attribuée auparavant. Un exemplaire dans la collection Borghèse, montre quatre personnages au lieu de trois.[réf. nécessaire]

## Description
L'enseignement de la musique, à l'époque, faisait partie intégrante de la formation d'un gentilhomme, et des peintures sur les concerts et les musiciens sont très fréquents, en particulier dans la région de Venise.[réf. nécessaire] 
Sur un fond sombre se démarquent trois personnages. Il y a le chanteur à gauche, jeune homme avec un chapeau à plumes, au centre le joueur d'épinette, habillé en noir, se retournant vers la troisième personne, un religieux (de l'ordre des Augustins?) tenant dans sa main une viole ou un luth. 
Se distingue avant tout la figure centrale, avec son portrait très intense et sincère, parmi les meilleurs de Titien dans l'absolu. Les yeux sont enfoncés et expressifs, les pommettes pointues, ses lèvres réalistes avec la présence d'un neavus sous une narine. Le rendu des mains vigoureuses est parfait : en train de jouer de la musique, elles sont apparemment décontractées mais habiles et prudentes sur le clavier.
Le Concert de Florence apparaît comme une célébration de l'harmonie de la musique « citadine », de la viole, de l'épinette et du probable chanteur à gauche.[réf. nécessaire]